# Ölürüm Türkiyem
Ölürüm Türkiyem (Originaltitel: Türkiyem, deutsch: „Meine Türkei“) ist ein Lied aus dem Jahr 1993 von Mustafa Yıldızdoğan. 
Es basiert auf dem Gedicht Türkiyem von Dilaver Cebeci und erschien als Single des Albums Türkiyem. Das Lied besingt die Schönheit der Türkei, ihrer Landschaft und Flüsse, ihrer Geschichte und ihrer Sitten. Die Türkei sei unglaublich schön (wörtlich hyperbolisch: zum Sterben schön), ist die Kernaussage des Textes. Das Lied ist in der Tonart e-Moll geschrieben und hat einen „hinkenden“ Rhythmus, den sogenannten Aksak-Rhythmus. Das Album stellte damals den Durchbruch für  Yıldızdoğan dar.

## Text
Baş koymuşum Türkiye'min yoluna

Düzlüğüne yokuşuna ölürüm

Asırlardır kır atımı suladım

Irmağının akışına ölürüm

Sevdalıyım yangın yeri bu sinem

Doksan yıldır çile çekmiş hep ninem

Pınarlardan su doldurur Emine'm

Mavi boncuk takışına ölürüm

Düğünüm, derneğim, halayım, barım

Toprağım, ekmeğim, namusum, arım

Kilimlerde çizgi çizgi efkarım

Heybelerin nakışına ölürüm

## Übersetzung
Für meine Türkei würde ich alles wagen

Ich liebe [wörtlich: sterbe für] deine Ebenen und Anstiege

Ich liebe den Verlauf deines Flusses

In dem ich seit Jahrhunderten mein Pferd getränkt habe

Ich bin dir verfallen, meine Brust lodert

Seit 90 Jahren hat meine Großmutter für dich gelitten

Ich liebe die  blauen Perlen, die meine Emine

Die bei den Quellen Wasser holt, trägt

Ich liebe meine Hochzeitsfeier, meinen Verein, meinen Halay und meinen Bar-Volkstanz

Ich liebe meinen Boden, meine Arbeit, meinen Namus und meine Schamhaftigkeit

Ich denke an die verzweigten Muster der Kelims

Und liebe die Stickerei auf den Satteltaschen 

## Kritik
Im Jahr 2016 wurde Ölürüm Türkiyem zu einer Art Hymne für die Menschen, die sich in den „Demokratiewachen“ dem Putschversuch des türkischen Militärs entgegenstellten.
Im Jahr 2017 war das Lied Gegenstand einer Twitter-Kampagne, die behauptete,  Yıldızdoğan habe das Ölürüm Türkiyem bei dem kurdischen Lied Daye aus dem Jahr 1986 von Koma Qamışlo aus Syrien plagiiert. Yıldızdoğan bestritt im Interview die Plagiatsvorwürfe. Der Twitter-Account, der die Behauptung aufgestellt hatte, wurde gesperrt.
Die TAZ bezeichnete das Lied 2019 als Hymne der Rechtsextremen in der Türkei, dessen Text auf „Unterdrückung und Auslöschung“ gründe.

## Trackliste des Albums
1. Türkiyem
2. Yalnızım
3. Bu Diyarda
4. Barışmam
5. Sen Neredesin
6. Sesleniş
7. Hasret
8. Gece Yağmuru
9. Bulamazsın
10. Yandı Gönül
11. Ona Doğru
12. Önkuzu